# Gordon Hodgson
Gordon Hodgson   (Johannesburg, 16 d'abril de 1904 - Stoke-on-Trent, 14 de juny de 1951) fou un futbolista sud-africà de les dècades de 1920 i 1930.
Fou internacional amb la selecció de futbol de Sud-àfrica i posteriorment amb la selecció d'Anglaterra.
Pel que fa a clubs, durant la seva etapa sud-africana jugà a Benoni (1919–1921), Rustenburg (1921–1922), Pretoria (1922–1924) i Transvaal (1924–1925). A Anglaterra jugà durant més d'una dècada al Liverpool i breument a Aston Villa, i Leeds United.
A més de futbolista fou un destacat jugador de criquet, essent jugador de Lancashire County Cricket Club.